# Parki narodowe na Madagaskarze

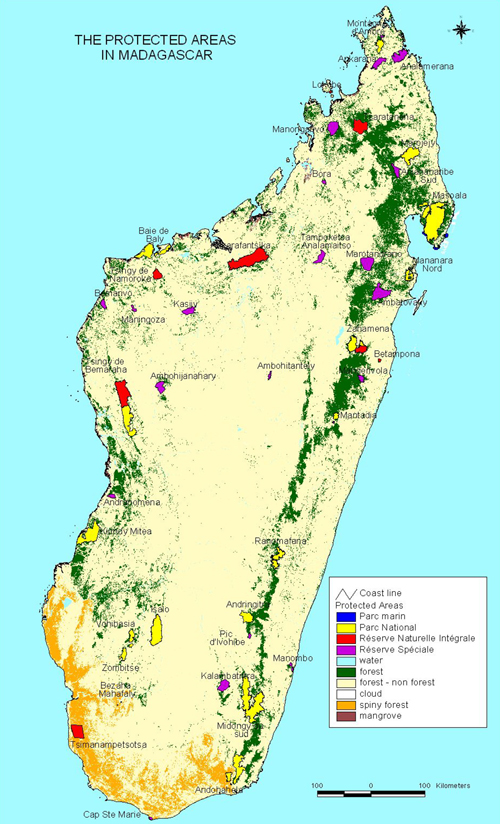
Mapa z parkami narodowymi i rezerwatami przyrody w Madagaskarze

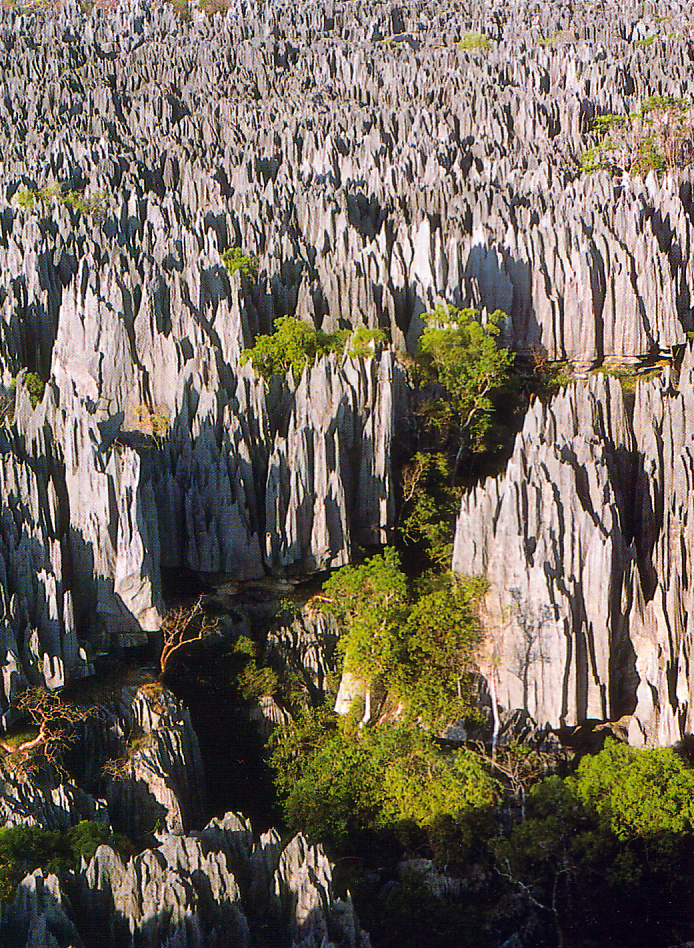
Rezerwat przyrody Tsingy de Bemaraha

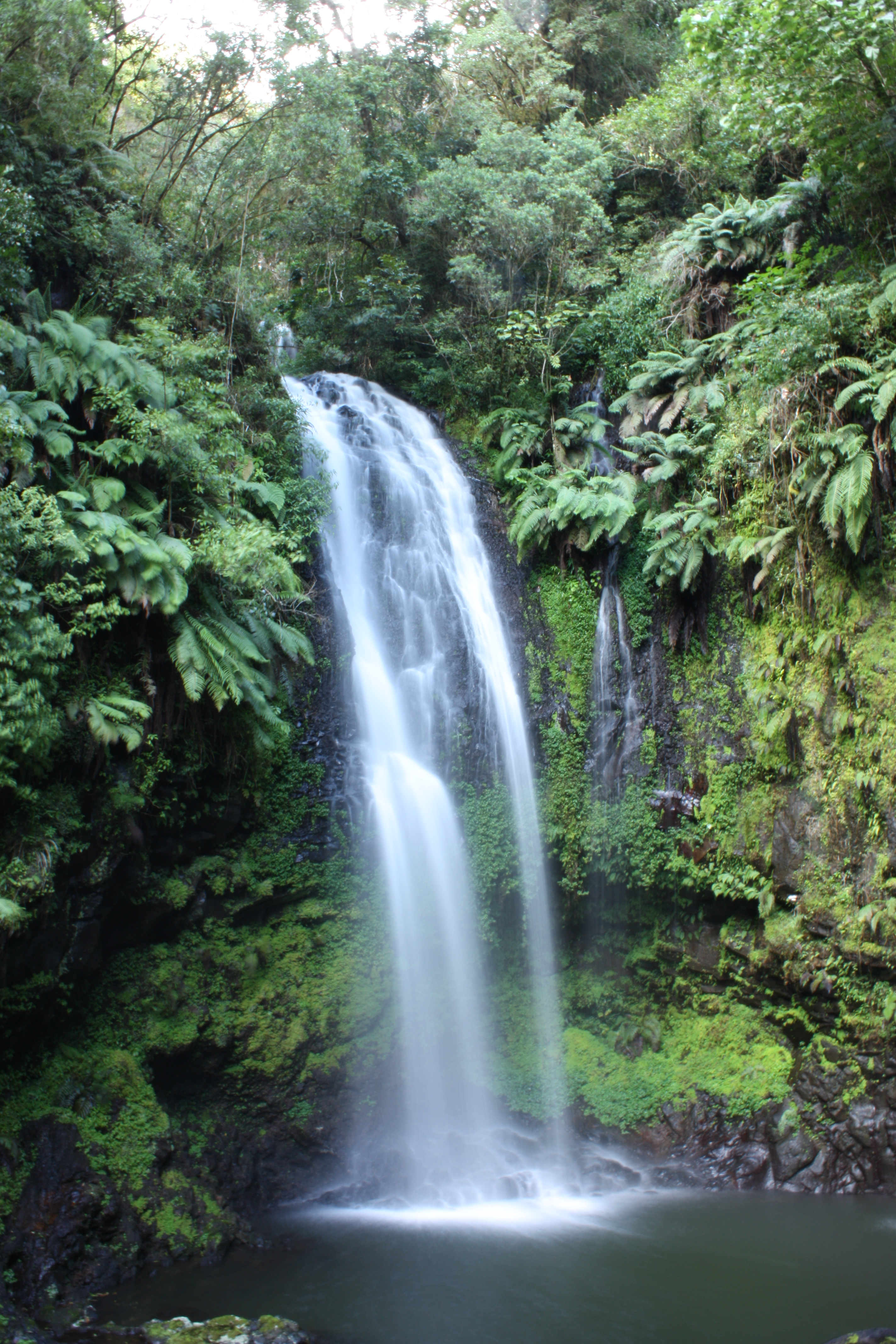
Wodospad w Parku Narodowym Montagne d'Ambre

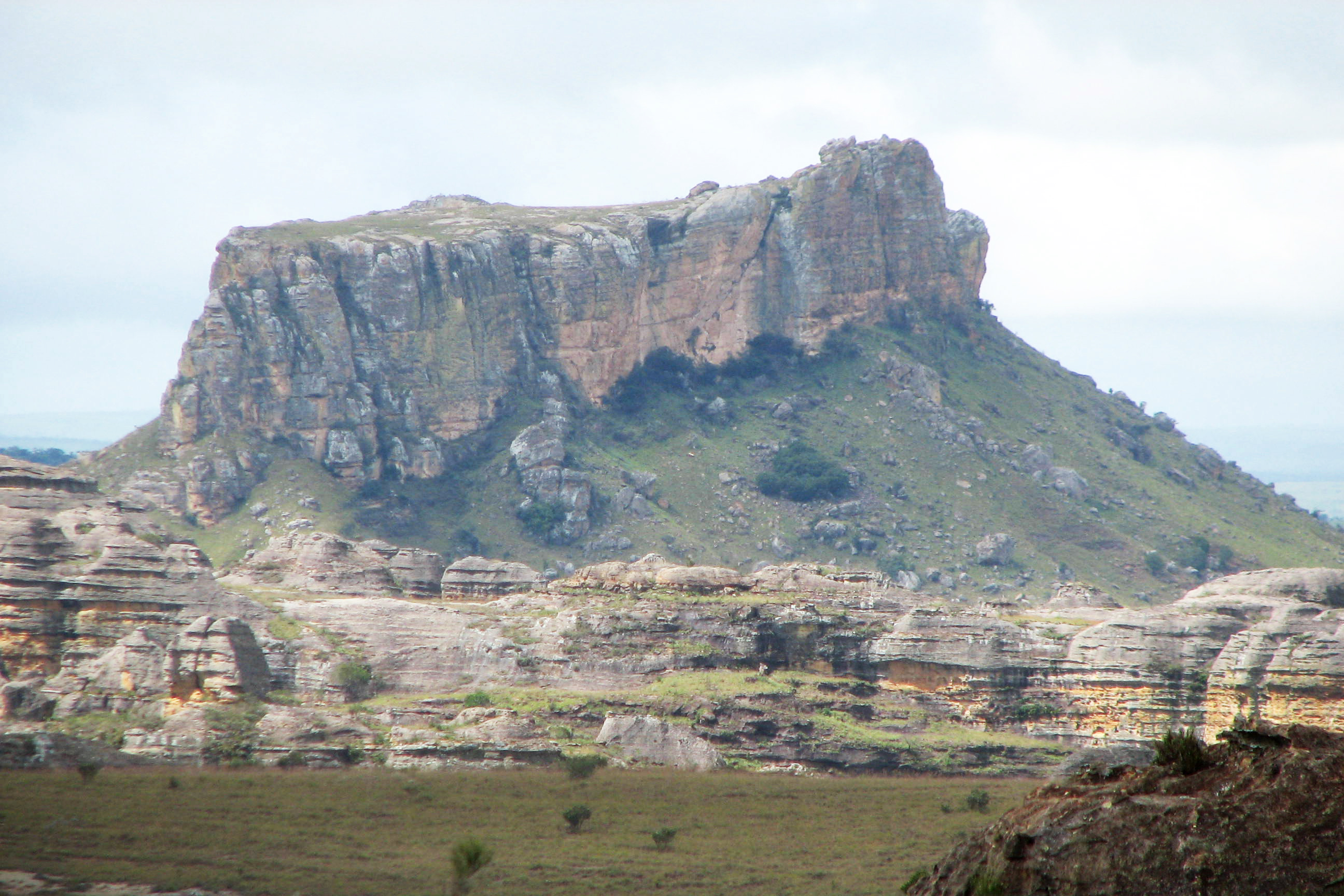
Park Narodowy Isalo

Obszary chronione na Madagaskarze są chronione przez Madagascar National Parks Association. Obszary te są dzielone na ścisłe rezerwaty przyrody, parki narodowe oraz specjalne rezerwaty przyrody, a poza tym jest też prywatny rezerwat i pozostałe obszary chronione. Podczas Światowej Konferencji Parków w Durbanie malgaski prezydent, Marc Ravalomanana, ogłosił śmiałą inicjatywę zwiększenia powierzchni obszarów chronionych z 17 000 km² do 60 000 km² (z 3% do 10% powierzchni Madagaskaru).

## Obszary chronione według Madagascar National Parks Association (MNP)

### Ścisłe rezerwaty przyrody
- Rezerwat przyrody Tsingy de Bemaraha
- Rezerwat przyrody Betampona
- Rezerwat przyrody Lakobe
- Rezerwat przyrody Tsaratanana
- Rezerwat przyrody Zahamena
- Rezerwat przyrody Tsingy de Namoroka

### Parki narodowe
- Park Narodowy Montagne d'Ambre
- Park Narodowy Andohahela
- Park Narodowy Andringitra
- Park Narodowy Ankarafantsika
- Park Narodowy Ankarana
- Park Narodowy Baie de Baly
- Park Narodowy Tsingy de Bemaraha
- Park Narodowy Isalo
- Park Narodowy Kirindy Mitea
- Park Narodowy Andasibe-Mantadia
- Park Narodowy Marojejy
- Park Narodowy Masoala
- Park Narodowy Midongy du Sud
- Park Narodowy Ranomafana
- Park Narodowy Sahamalaza
- Park Narodowy Tsimanampetsotsa
- Park Narodowy Tsingy de Bemaraha
- Park Narodowy Zahamena
- Park Narodowy Zombitse-Vohibasia

### Specjalne rezerwaty przyrody
- Ambatovaky
- Amber Forest
- Ambohijanahary
- Ambohitantely
- Analamazoatra
- Analamerana
- Andranomena
- Anjanaharibe-Sud
- Bemarivo
- Beza Mahafaly
- Bora
- Cap Sainte Marie
- Hatokaliosky
- Kalambatritra
- Kasijy
- Mangerivola
- Maningoza
- Manombo
- Manongarivo
- Marotandrano
- Pic d'Ivohibe
- Tampoketsa Analamaitso

### Inne
- Mahavavy-Kinkony
- Montagne des Français

### Prywatne rezerwaty
- Berenty